# Lindsaea dissecta
Lindsaea dissecta är en ormbunkeart som beskrevs av Kramer. Lindsaea dissecta ingår i släktet Lindsaea och familjen Lindsaeaceae. Inga underarter finns listade.